# Балаево
Балаево — деревня в Новодугинском районе Смоленской области России. Входит в состав Новодугинского сельского поселения. Население — 2 жителя (2007 год). 
Расположена в северо-восточной части области в 7 км к северо-востоку от Новодугина, в 9 км восточнее автодороги Р134 «Старая Смоленская дорога» Смоленск — Дорогобуж — Вязьма — Зубцов, на берегу реки Держа. В 8 км юго-западнее деревни расположена железнодорожная станция Новодугино на линии Вязьма — Ржев. 

## История
В годы Великой Отечественной войны эта деревня была оккупирована гитлеровскими войсками в октябре 1941 года, освобождена в марте 1943 года.